# Melissa J. Moore
Melissa J. Moore (* in New Market (Virginia)) ist eine US-amerikanische Biochemikerin.
Moore studierte am College of William and Mary mit dem Bachelor-Abschluss 1984 in Chemie und Biologie und wurde 1989 am Massachusetts Institute of Technology bei Christopher T. Walsh promoviert (Mercuric ion reductase: mutagenesis of n- and c-terminal paired cysteines and initial crystallization studies). Als Post-Doktorandin war sie bei Phillip Allen Sharp am MIT. Mit Sharp entstanden damals bedeutende Arbeiten über pre-mRNA-Splicing und die Verbindung längerer RNA-Moleküle. Sharp schlug ihr eine Patentierung vor, sie sah aber damals kein Anwendungspotential in der Pharmaindustrie, da RNA als instabil galt. Danach war sie Professorin an der Brandeis University. 1997 wurde sie auch Investigator des Howard Hughes Medical Institute, was sie bis 2016 blieb, wo sie Ko-Direktorin des RNA Therapeutics Institute war. 2007 ging sie an die University of Massachusetts Chan Medical School.
2016 wurde sie Chefwissenschaftlerin (Chief Scientific Officer) für Platform Research bei Moderna, wo sie die Entwicklung eines m-RNA-Impfstoffs gegen Covid-19 leitete (mRNA-1273), der in Zusammenarbeit mit den National Institutes of Health entstand. Bei Moderna arbeitet sie (2020) auch an Medikamenten auf RNA-Basis gegen zystische Fibrose, an einem in klinischen Tests befindlichen Impfstoff gegen Cytomegalovirus sowie für personalisierte Krebstherapie.
Sie unternahm mechanistische und Strukturuntersuchungen von Spliceosomen und den mit der mRNA verbundenen Proteinen (mRNP), war Ko-Entdeckerin des Exon Junction Complex (EJC) und untersuchte den intrazellulären Transport und die Qualitätskontrolle von RNA. Neben einer Methode für die Einführung ortsspezifischer Modifikationen in längere RNA-Moleküle entwickelte sie auch Einzelmolekül-Methoden zur Beobachtung der Dynamik von RNP-Komplexen bei ihrem Auf- und Abbau.
Sie war Searle und Packard Fellow. 2011 erhielt sie den William C. Rose Award. Sie ist seit 2017 Mitglied der National Academy of Sciences. 2021 erhielt sie den RNA Society Lifetime Achievement in Science Award.
Für Forschung zu siRNA-Therapie von Präeklampsie erhielt sie mit Ananth Karumanchi einen Grant Challenges Grant der Bill und Melinda Gates Stiftung.
Sie ist mit der Biotech-Unternehmerin Janet Kosloff verheiratet und lebt im Bostoner Vorort Newton. Beide haben drei Kinder.